# Arsenurinae
De Arsenurinae zijn een onderfamilie van vlinders uit de familie nachtpauwogen (Saturniidae).

## Geslachtengroepen
- Almeidaiini
- Arsenurini